# Tomaž Tom Mencinger
Tomaž Tom Mencinger, slovenski politik in podjetnik, * 29. marec 1956, Jesenice.
Je nekdanji župan Občine Jesenice. Med letoma 2008 in 2011 je bil poslanec v Državnem zboru Republike Slovenije.

## Življenjepis

### Državni zbor
2008-2011
V času 5. državnega zbora Republike Slovenije, član Socialnih demokratov, je bil član naslednjih delovnih teles:
- Odbor za Odbor za lokalno samoupravo in regionalni razvoj (član)
- Odbor za okolje in prostor (član)
- Odbor za kulturo, šolstvo, šport in mladino (član)